# (9958) 1991 VL1
(9958) 1991 VL1 (1991 VL1, 1996 FN5) — астероїд головного поясу, відкритий 4 листопада 1991 року.
Тіссеранів параметр щодо Юпітера — 3,668.